# Tuffi ai Giochi della XVI Olimpiade
Le competizioni dei tuffi ai  Giochi della XVI Olimpiade si sono svolte nei giorni dal 30 novembre al 7 dicembre 1956 allo stadio del nuoto di Melbourne.
Come a Helsinki 1952 si sono svolti 4 eventi: le gare dal trampolino e dalla piattaforma, sia maschili che femminili.

## Programma
| Tuffi ai Giochi della XVI Olimpiade | Tuffi ai Giochi della XVI Olimpiade | Tuffi ai Giochi della XVI Olimpiade | Tuffi ai Giochi della XVI Olimpiade | Tuffi ai Giochi della XVI Olimpiade | Tuffi ai Giochi della XVI Olimpiade | Tuffi ai Giochi della XVI Olimpiade | Tuffi ai Giochi della XVI Olimpiade | Tuffi ai Giochi della XVI Olimpiade | Tuffi ai Giochi della XVI Olimpiade | Tuffi ai Giochi della XVI Olimpiade | Tuffi ai Giochi della XVI Olimpiade | Tuffi ai Giochi della XVI Olimpiade | Tuffi ai Giochi della XVI Olimpiade | Tuffi ai Giochi della XVI Olimpiade | Tuffi ai Giochi della XVI Olimpiade | Tuffi ai Giochi della XVI Olimpiade | Tuffi ai Giochi della XVI Olimpiade |
| Eventi / Giorni                     | Novembre/Dicembre 1956              | Novembre/Dicembre 1956              | Novembre/Dicembre 1956              | Novembre/Dicembre 1956              | Novembre/Dicembre 1956              | Novembre/Dicembre 1956              | Novembre/Dicembre 1956              | Novembre/Dicembre 1956              | Novembre/Dicembre 1956              | Novembre/Dicembre 1956              | Novembre/Dicembre 1956              | Novembre/Dicembre 1956              | Novembre/Dicembre 1956              | Novembre/Dicembre 1956              | Novembre/Dicembre 1956              | Novembre/Dicembre 1956              | Novembre/Dicembre 1956              |
| Eventi / Giorni                     | 22                                  | 23                                  | 24                                  | 25                                  | 26                                  | 27                                  | 28                                  | 29                                  | 30                                  | 1                                   | 2                                   | 3                                   | 4                                   | 5                                   | 6                                   | 7                                   |                                     |
| ----------------------------------- | ----------------------------------- | ----------------------------------- | ----------------------------------- | ----------------------------------- | ----------------------------------- | ----------------------------------- | ----------------------------------- | ----------------------------------- | ----------------------------------- | ----------------------------------- | ----------------------------------- | ----------------------------------- | ----------------------------------- | ----------------------------------- | ----------------------------------- | ----------------------------------- | ----------------------------------- |
| Trampolino maschile                 |                                     |                                     |                                     |                                     |                                     |                                     |                                     |                                     | Qualif.                             | Finale                              |                                     |                                     |                                     |                                     |                                     |                                     |                                     |
| Piattaforma maschile                |                                     |                                     |                                     |                                     |                                     |                                     |                                     |                                     |                                     |                                     |                                     |                                     |                                     | Qualif.                             | Finale                              |                                     |                                     |
| Trampolino femminile                |                                     |                                     |                                     |                                     |                                     |                                     |                                     |                                     |                                     |                                     |                                     | Qualif.                             | Finale                              |                                     |                                     |                                     |                                     |
| Piattaforma femminile               |                                     |                                     |                                     |                                     |                                     |                                     |                                     |                                     |                                     |                                     |                                     |                                     |                                     |                                     | Qualif.                             | Finale                              |                                     |

## Podi
| Evento                           | Oro                | Perform. | Argento       | Perform. | Bronzo          | Perform. |
| Trampolino maschile (dettagli)   | Bob Clotworthy     | 159,56   | Donald Harper | 156,23   | Joaquín Capilla | 150,69   |
| Piattaforma maschile (dettagli)  | Joaquín Capilla    | 152,44   | Gary Tobian   | 152,41   | Richard Connor  | 149,79   |
| Trampolino femminile (dettagli)  | Patricia McCormick | 142,36   | Jeanne Stunyo | 125,89   | Irene MacDonald | 121,4    |
| Piattaforma femminile (dettagli) | Patricia McCormick | 84,85    | Juno Stover   | 81,64    | Paula Myers     | 81,58    |

## Medagliere
| Posizione | Paese       |   |   |   | Totale |
| --------- | ----------- | - | - | - | ------ |
| 1         | Stati Uniti | 3 | 4 | 2 | 9      |
| 2         | Messico     | 1 | 0 | 1 | 2      |
| 3         | Canada      | 0 | 0 | 1 | 1      |
| Totale    | Totale      | 4 | 4 | 4 | 12     |